# G41步槍
41式步槍（德語：Gewehr 41，簡稱G41）是一款第二次世界大戰期間納粹德國國防軍所使用的半自動步槍。

## 歷史
由毛瑟（Mauser）與華瑟（Walther）參與研發，於1941年推出的設計，華瑟（Walther）所設計的樣槍最終獲得了較為成功的測試結果，最終由德國陸軍武器部（Waffenamt, WaA）選定並批准投產，命名為Gewehr 41。

## 設計
毛瑟（Mauser）與華瑟（Walther）的樣槍皆採用了丹麥設計師Søren H. Bang的＂Bang＂槍口環形導氣活塞，這叫「槍口集氣式」，這是氣動式作用原理的一個變種，這是用一個集氣杯去收集槍口爆風而令這個集氣杯被推向前，與此同時和這個集氣杯相連的推杆也被向前拉，在此推杆下方有個齒輪會被轉動而把槍機往後推從而完成槍機開鎖和退彈殼。
Gew 41的槍口集氣杯是一個固定在槍口而不會移動的圓錐體，這其實是一個槍口環形導氣活塞，其形狀類似於包覆或環繞槍管的套筒，而其運作原理和Bang步槍一樣，同樣利用發射子彈時的槍口爆風，在子彈出口後，它蒐集到的氣體壓力會推動一個套在槍管外緣的環狀活塞向後，再推動位於槍管上方的一個扁平的連桿向後運作槍機，推動槍機解鎖、後坐，完成拋殼、子彈上膛。較不同的是，毛瑟（Mauser）的連桿是從槍管下方兩側推動槍栓，而華瑟（Walther）的連桿則是由槍管上方中心推動槍栓。其中使用標準毛瑟步槍彈，由十發裝固定彈匣供彈，子彈必須由機匣頂部填裝兩個夾條。由於當時的Gew 41步槍相比Kar 98k與其它同期的步槍來說較為笨重，子彈的填裝也相當不便，而且槍口環形導氣活塞遠比平行槓桿導氣活塞更容易受到外在環境影響，需要經常清潔堆積槍口的硝煙塵土以避免造成系統失靈，或是砂礫石塊導致的變形損壞，同時鼻錐狀的防火帽也讓清潔工作變得更為繁瑣，導致投入初始的可靠性並不太受前線部隊的信任與歡迎，但是它在火力方面的性能確實比Kar 98k優異，尤其在遭遇戰的短促射擊能夠提供Kar 98k所無法達到的壓制效果。然而蘇軍裝備的SVT-40半自動步槍也獲得了德軍士兵們的好評，為了簡化設計並改善性能，德國工程師根據軍隊的要求進行相應的改進，解決了槍口環形導氣活塞所帶來的不便，後將改進型名為Gew 43，以取代Gew 41並開始投入生產。從1941年到1944年停產時預計共生產了122907支，Gew 41是唯一有大量生產和裝備的槍口集氣式槍械。

## 流行文化

### 電子遊戲
- 2021年—《應徵入伍》：作為德軍科技樹上BR III武器可解鎖。